# Samos-Brandkraut
Das Samos-Brandkraut (Phlomis samia) ist eine Pflanzenart aus der Gattung der Brandkräuter (Phlomis) in der Familie der Lippenblütler (Lamiaceae).

## Merkmale
Das Samos-Brandkraut ist eine ausdauernde krautige Pflanze, die ein Rhizom ausbildet und Wuchshöhen von 50 bis 150 Zentimeter erreicht. Stängel und Brakteolen weisen Drüsenhaare auf und sind klebrig. Die Spreite der unteren Blätter ist lanzettlich-eiförmig bis breit eiförmig, am Grund ist sie herzförmig oder pfeilförmig und misst 8 bis 27 × 5 bis 15 Zentimeter. Es sind 3 bis 7 Scheinquirle vorhanden. Die Krone ist (selten ab 2,6) 3,0 bis 3,5 Zentimeter lang. Die Oberlippe der Krone ist grün bis purpurn. Die Mittellappen der Unterlippe sind meist purpurn.
Die Blütezeit reicht von Juni bis Juli.
Die Chromosomenzahl beträgt 2n = 20.

## Vorkommen
Die Art kommt von der Balkanhalbinsel bis zur südwestlichen und südlichen Türkei in Kiefern-, Tannen- und Zedernwäldern in Höhenlagen von 400 bis 1750 Meter vor.

## Nutzung
Das Samos-Brandkraut wird selten als Zierpflanze für Staudenbeete und Rabatten genutzt. Die Art ist seit spätestens 1714 in Kultur.